# Sarburma
A sarburma vagy burma a krími tatár konyhaművészet egyik jellegzetes étele, hússal töltött, feltekert tészta. A lipek tatároknál pierekaczewnik néven ismerik. Krími tatár nyelven a sarmaq jelentése feltekerni, göngyölni, a burmaq jelentése pedig csavarni. A lipek tatár név az orosz perekativaty (перека́тывать, feltekerni) szóból származik. Népszerű nassolnivaló a Krím-félszigeten, Ukrajna egyes régióiban, ahol szarburma (сарбурма) néven ismerik, valamint Törökországban is. Lengyelországban eredetmegjelölési oltalom alatt áll, mint a lipekek nemzeti étele. Fő hozzávalói a tészta és a bárányhús.

## Fordítás
Ez a szócikk részben vagy egészben  a   Sarburma című angol Wikipédia-szócikk fordításán alapul.  Az eredeti cikk szerkesztőit annak laptörténete sorolja fel. Ez a jelzés csupán a megfogalmazás eredetét és a szerzői jogokat jelzi, nem szolgál a cikkben szereplő információk forrásmegjelöléseként.